# Chrysosoma albocrinitatum
Chrysosoma albocrinitatum är en tvåvingeart som beskrevs av Charles Howard Curran 1925. Chrysosoma albocrinitatum ingår i släktet Chrysosoma och familjen styltflugor.
Artens utbredningsområde är Kongo. Inga underarter finns listade i Catalogue of Life.